# Rue Vavin
Pour les articles homonymes, voir Vavin.
La rue Vavin est une rue du 6e arrondissement de Paris.

## Situation et accès

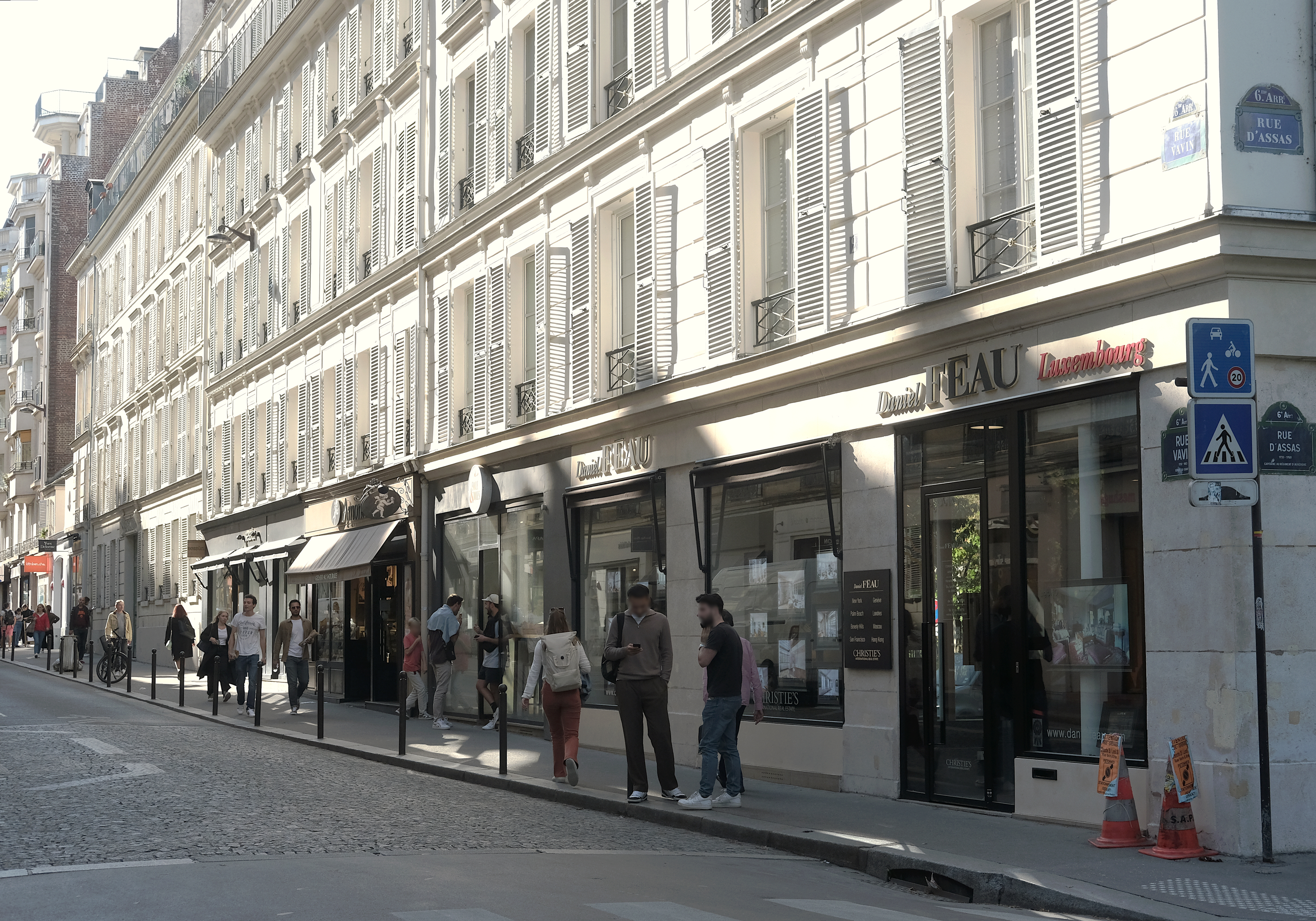
Immeubles, côté pair, de la rue Vavin au niveau de la rue d'Assas.

Longue de 375 m, elle débute au 76, rue d’Assas, face au jardin du Luxembourg, et se termine au 99, boulevard du Montparnasse. Elle est entrecoupée par le boulevard Raspail et la rue Notre-Dame-des-Champs.
Elle est desservie par la ligne 4 à la station Vavin.

## Origine du nom

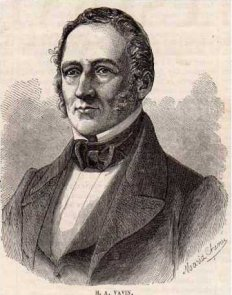
Alexis Vavin.

Cette rue doit son nom à l'homme politique Alexis Vavin (1792-1863).

## Historique
Cette voie a été ouverte en 1831 sur le tracé de l'ancien « passage de l'Ouest », sur un terrain appartenant à Alexis Vavin, qui lui donna son nom. Avant 1831, Elle était plantée d’une double rangée de tilleuls. Le nouveau propriétaire Vavin les fit abattre et construit des maisons.

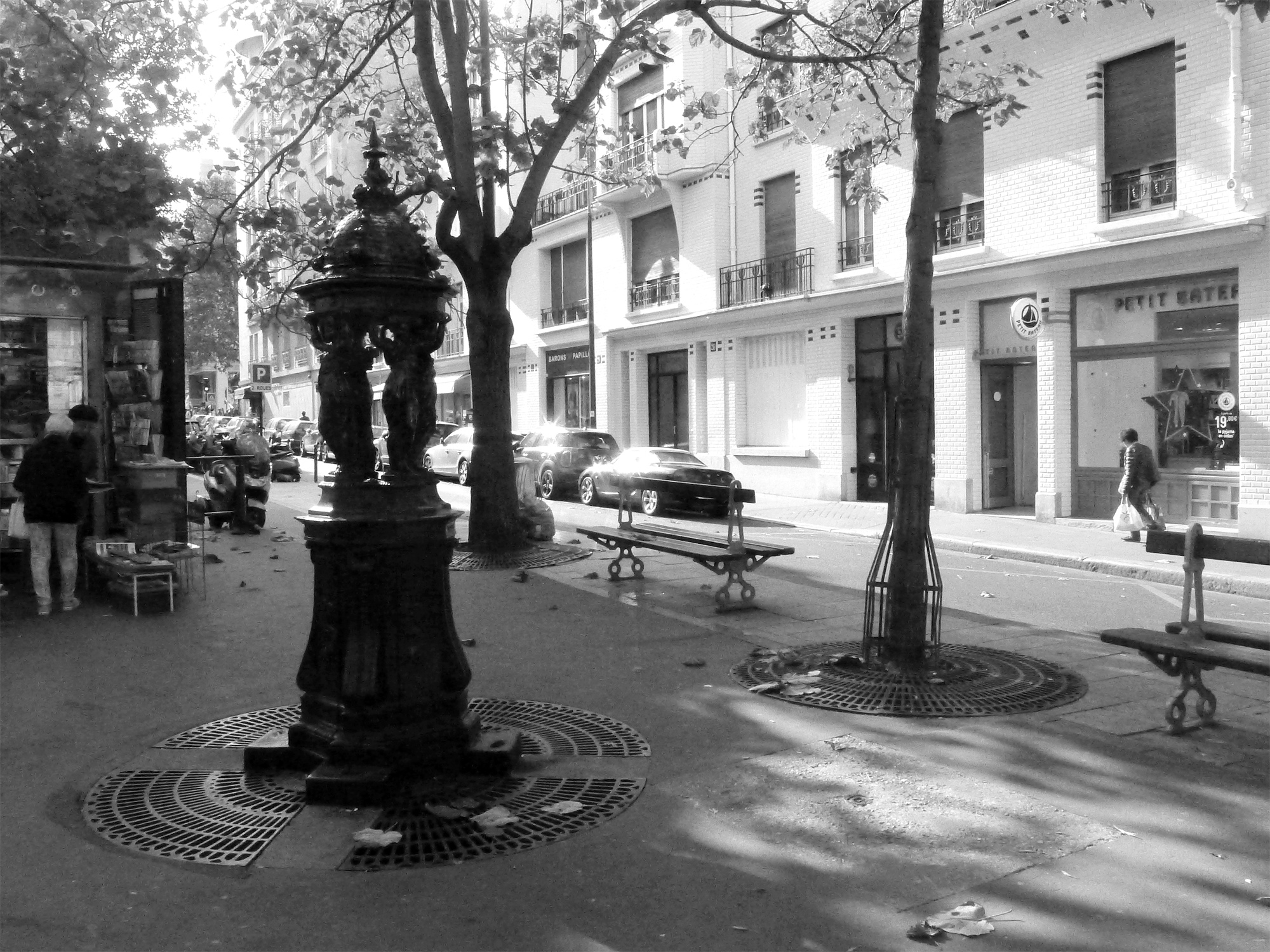
Rue Vavin vue depuis la place Laurent-Terzieff-et-Pascale-de-Boysson.

## Bâtiments remarquables et lieux de mémoire
- La rue Vavin débute rue d'Assas, en face d'une entrée du jardin du Luxembourg.
- No 6 : le sculpteur animalier Florentin Brigaud y vit entre 1918 et 1958 ; une plaque lui rend hommage. Le cabaret-spectacle Carrousel de Paris y était situé de 1962 à 1985.
- No 12 : la Librairie orientaliste Paul Geuthner a longtemps eu son siège dans ce bâtiment. Le sculpteur Auguste Préault (1809-1879) y a vécu et y est mort
- No 13 : le peintre et dessinateur Carlos Braché y vécut.
- No 18 : le peintre Guillaume Fouace y vécut de 1884 à 1885[4].
- No 19 : au XIXe siècle, l'atelier a été occupé par le graveur Eugène-André Oudiné[5]. Entre 1881 et 1903 se trouvait à cette adresse l’École Guérin (École normale d'enseignement du dessin) rendue célèbre par les cours gratuits d'illustres artistes.
- Face au no 24 : la place Laurent-Terzieff-et-Pascale-de-Boysson (inaugurée en 2015).
- No 26 : immeuble à gradins (dit La Sportive) imaginé en 1912 par Henri Sauvage et Charles Sarazin, qui fut le premier immeuble à copropriété de Paris[6]. Sa façade classée est entièrement recouverte de faïence, raison pour laquelle il y est interdit de poser des plaques commerciales (sociétés, médecins, etc.). Dans les derniers étages existe un théâtre privé[7]. L’architecte Henri Sauvage y a occupé un appartement, ainsi que l’écrivain Paul Nizan[8]. Ce fut également le domicile de Étienne Weill-Raynal, homme politique français et de son frère, Maurice Weill-Raynal, déporté et mort à Auschwitz. Dans les années 1920, le comité du prix Femina y a son siège[9].

- No 28 :  l'allée Sœur-Emmanuelle, voie piétonne aménagée en rambla sur le boulevard Raspail, y débute.
- No 33 : il y fut ouvert, après la guerre de 1914-1918, le bal de la Boule blanche.
- No 38 ou/et 40 : emplacement de la maison-atelier (détruite en 1893) dans laquelle le sculpteur Auguste Bartholdi (1834-1904) a vécu et travaillé pendant 37 ans avant d'être contraint, à la fin de sa vie, de la quitter pour raison d'expropriation[10] en vue du prolongement du boulevard Raspail[11]. Il passera la dernière année de sa vie dans une maison située 82, rue d'Assas (voir à cette adresse).
- No 46 : la cantatrice et artiste peintre Spéranza Calo-Séailles (1885-1949) avait en ces lieux un studio où elle donna des concerts dans les années 1930[12].
- No 50 : dans la seconde moitié du XIXe siècle se trouvait à cette adresse le siège de la Maison Voignier, fournisseur de tuyaux d'orgue, où s'approvisionnait notamment le célèbre facteur d'orgues parisien Aristide Cavaillé-Coll, mais aussi des facteurs moins connus, comme le facteur mosellan Joseph Géant, dans la seconde moitié de sa carrière.
- Durant l'Occupation, des bureaux de la Résistance sont installés rue Vavin, où travaille notamment la secrétaire de Jean Moulin, Laure Diebold[13].

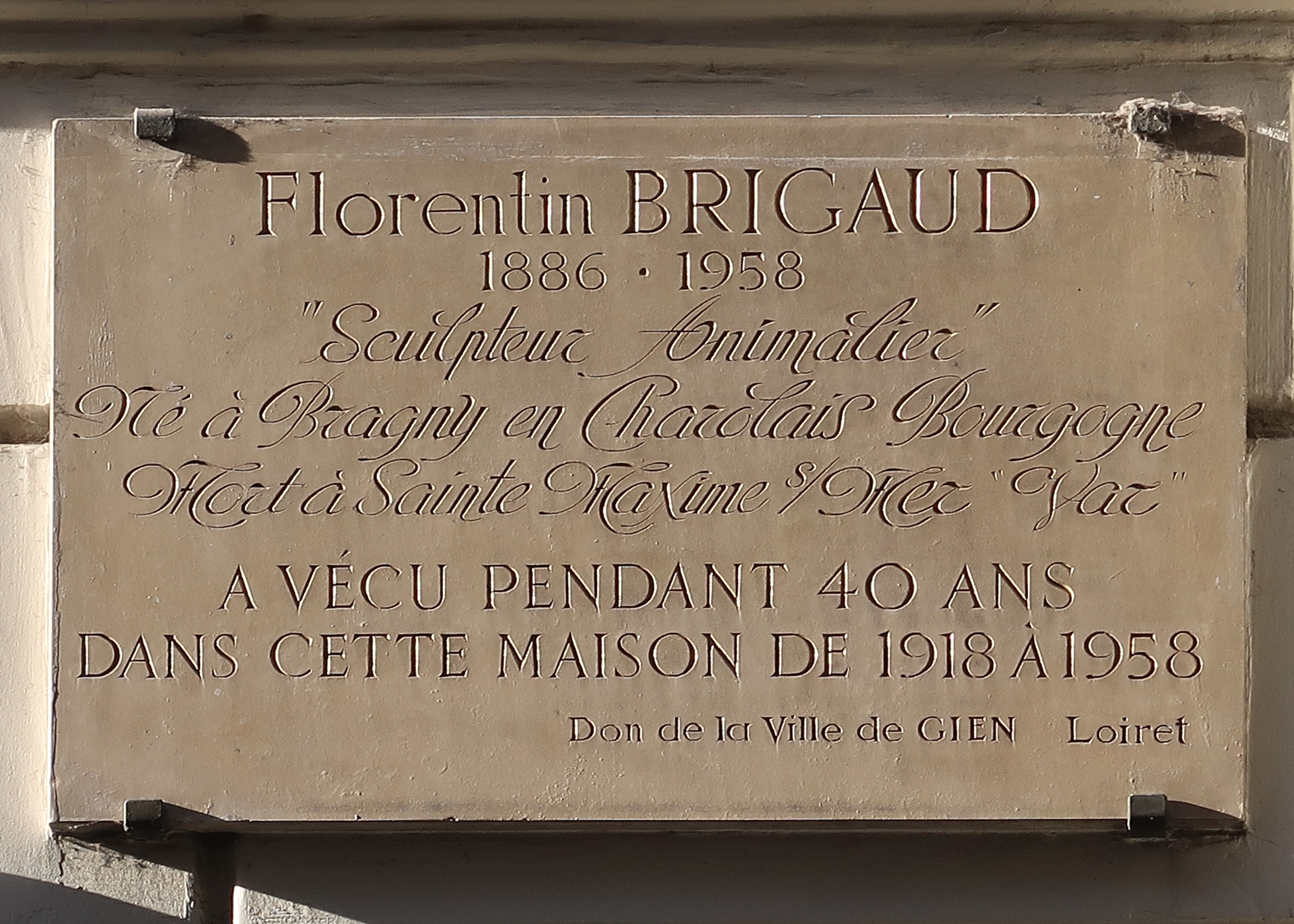
Plaque au no 6.
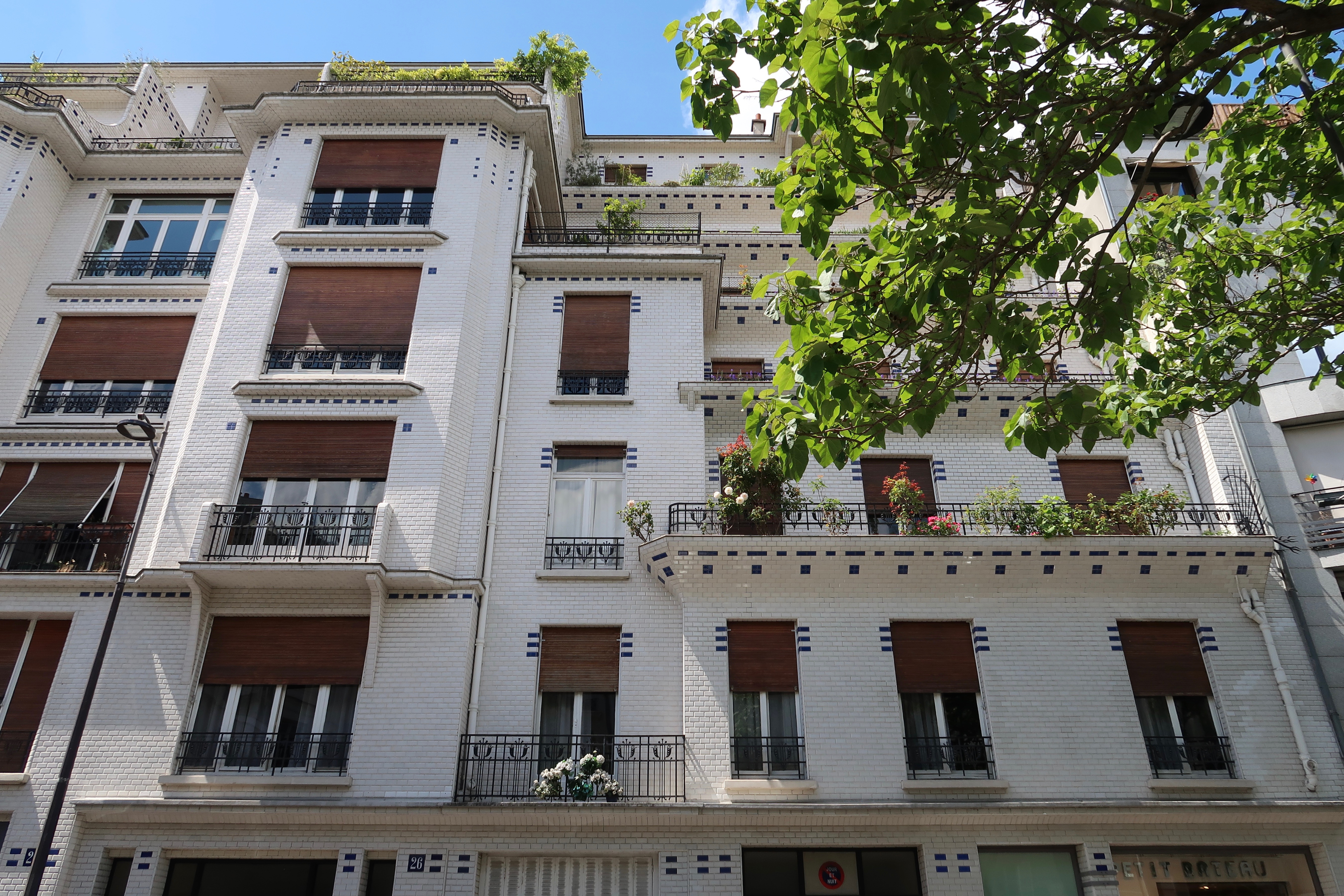
Immeuble au no 26.

## La rue Vavin au cinéma
- Les scènes finales du film de 1972 Le Dernier Tango à Paris de  Bernardo Bertolucci ont été tournées devant et au no 26[14].
- Dans le film Joyeux Noël, le lieutant Audebert (Guillaume Canet) habite la rue Vavin.